# Fares (Grecia)
Fares  este un oraș în Grecia în Prefectura Ahaia.